# Henri Armengol-Duriez
Henri Armengol-Duriez (1884 – 1944) was een Franse illustrator.
Hij maakte voor Franse muziekuitgeverijen minstens 67 bladmuziekomslagen, veelal uitgevoerd met jugendstil-afbeeldingen.